# اندرناس-ل-بنز
اندرناس-ل-بنز (به فرانسوی: Andernos-les-Bains) یک کامین در فرانسه است که در Canton of Audenge واقع شده‌است.

## خصوصیات
اندرناس-ل-بنز ۲۰٫۰۱ کیلومترمربع مساحت و ۱۰٬۷۹۳ نفر جمعیت دارد و ۴ متر بالاتر از سطح دریا واقع شده‌است.